# 망 (하나라)
망(芒)은 하나라의 9대 군주이다. 괴의 아들이다. 죽서기년에 의하면 58년간 재위했다.
재위중에 동해에서 낚시를 해 대어를 얻었다고 한다.